# Championnat d'Europe masculin de rink hockey des moins de 20 ans 1978
Navigation
Championnat d'Europe masculin -20 ans 1977 Championnat d'Europe masculin -20 ans 1979
Le Championnat d'Europe de rink hockey masculin des moins de 20 ans 1978 est la 17e édition de la compétition organisée par le Comité européen de rink hockey et réunissant les meilleures nations européennes des moins de 20 ans. Cette édition a lieu à Séville, en Espagne.
L'équipe d'Espagne des moins de 20 ans remporte sa 9e couronne européenne de rink hockey, en réalisant l'exploit de ne pas encaisser le moindre but en sept matchs.

## Participants
Huit équipes prennent part à cette compétition.
- France
- Espagne
- Italie
- Allemagne
- Pays-Bas
- Angleterre
- Portugal
- Suisse

## Résultats
Chaque équipe se rencontre une fois.
| Rang | Équipe     | Pts | J | G | N | P | Bp | Bc | Diff |  | Résultats  |  |     |     |     |     |     |      |      |
| ---- | ---------- | --- | - | - | - | - | -- | -- | ---- |  | ---------- |  | --- | --- | --- | --- | --- | ---- | ---- |
| 1    | Espagne    | 14  | 7 | 7 | 0 | 0 | 43 | 0  | +43  |  | Espagne    |  | 1-0 | 6-0 | 1-0 | 6-0 | 7-0 | 6-0  | 16-0 |
| 2    | Portugal   | 12  | 7 | 6 | 0 | 1 | 33 | 7  | +26  |  | Portugal   |  |     | 2-1 | 4-1 | 3-2 | 5-0 | 10-2 | 9-0  |
| 3    | Italie     | 8   | 7 | 4 | 0 | 3 | 22 | 14 | +8   |  | Italie     |  |     |     | 4-2 | 3-4 | 2-0 | 6-0  | 6-0  |
| 4    | Allemagne  | 8   | 7 | 4 | 0 | 3 | 22 | 13 | +9   |  | Allemagne  |  |     |     |     | 2-0 | 3-1 | 3-0  | 11-3 |
| 5    | Pays-Bas   | 8   | 7 | 4 | 0 | 3 | 17 | 15 | +2   |  | Pays-Bas   |  |     |     |     |     | 2-1 | 3-0  | 6-0  |
| 6    | Suisse     | 3   | 7 | 1 | 1 | 5 | 6  | 20 | -14  |  | Suisse     |  |     |     |     |     |     | 1-1  | 3-0  |
| 7    | France     | 3   | 7 | 1 | 1 | 5 | 8  | 30 | -22  |  | France     |  |     |     |     |     |     |      | 5-1  |
| 8    | Angleterre | 0   | 7 | 0 | 0 | 7 | 4  | 56 | -52  |  | Angleterre |  |     |     |     |     |     |      |      |